# Jean-Baptiste Richard de Radonvilliers
Pour les articles homonymes, voir Richard (patronyme) et Radonvilliers (homonymie).
 (septembre 2017).
Jean-Baptiste Richard de Radonvilliers, né à Dienville le 4 avril 1788 et mort à Paris 20 juillet 1850, est un lexicologue et lexicographe français du XIXe siècle.

## Biographie
Voyant qu’on se plaignait continuellement que la langue française était pauvre, que dans cette langue faute d’une riche abondance de mots, et afin de ne pas se répéter, on était obligé de périphraser souvent pour rendre la pensée, eut l’idée de créer des mots et de donner à ceux existants et adoptés toutes les acceptions et tous les sens qui leur sont nécessaires.
Radonvilliers n’est pas créateur au sens du mot. La comparaison entre son dictionnaire et les autres montre qu’il n’a créé aucun système nouveau, ce dont il convient sans difficultés dans sa préface : « Je n’ai fait que suivre les systèmes commencés, établis et que je n’ai voulu par mes créations que compléter ces systèmes qui, tous ont des précédents que l’usage a adopté. »

Un exemple de néologisme dans son Dictionnaire de mots nouveaux : 

« Inouïsant : qui fait l’action d’inouïser. Exemple : C’est une inouïsante cruauté ; inouïsation ; inouïsé ; inouïser ; inouïsme, s. m.; ce qui ne représente que de l’inouï. »

Il a également contribué en 1845 à la création du mot féminisme.
Il meurt dans le 9e arrondissement de Paris le 20 juillet 1850.

## Publications
- Enrichissement de la langue française. Dictionnaire de mots nouveaux, Deuxième édition augmentée de 21 000 mots, Léautey éditeur, Paris, 1845, in-8°.

## Sources
- L’intermédiaire des chercheurs et curieux : Correspondance littéraire, historique et artistique, Paris, Benjamin Duprat, 1898 (lire en ligne), p. 33.